# Zbigniew Ślipek
Zbigniew Ślipek (ur. 19 listopada 1948 w Nowym Sączu) – polski specjalista w zakresie agrofizyki, modelowania procesów, prognozowania w technice rolniczej, prof. dr hab. inż.

## Życiorys
Jest absolwentem krakowskiej Akademii Rolniczej i jest z nią związany od ponad 30 lat. W 1994 roku uzyskał tytuł profesora nauk rolniczych. Przez dwie kadencje pełnił funkcję dziekana Wydziału Techniki i Energetyki Rolnictwa AR (dziś Wydział Inżynierii Produkcji i Energetyki), a wcześniej był jego prodziekanem. W latach 1999–2005 był rektorem AR. Od 1 września 2007 r. do 31 sierpnia 2015 r. pełnił funkcję rektora w Państwowej Wyższej Szkoły Zawodowej w Nowym Sączu
Oprócz powyższych, pełni także funkcję wiceprezesa Polskiego Towarzystwa Agrofizycznego a także przewodniczącego Komisji Ekonomicznej Rady Głównej Szkolnictwa Wyższego. Jest członkiem Komitetu Techniki Rolniczej PAN.

## Życie prywatne
Jest żonaty. Ma cztery córki.

## Ważniejsze publikacje
- Kurpaska S., Ślipek Z., Mathematical Model of Heat and Mass Exchange in a Garden Subsoil during Warm-air Heating;
- Frączek J., Ślipek Z., Influence of moisture content and number of mechanical impacts, upon the energy and sprouting capacity of wheat grains;
- Frączek J., Kaczorowski J., Ślipek Z., Interaction of individual surface microrodges in the course of friction between construction walls and plant material;
- Kurpaska S., Ślipek Z., Optimization of Greenhouse Substrate Heating;
- Frączek J., Kaczorowski J., Ślipek Z., Measurement of grain surface roughness.